# Liste der Stolpersteine in Eschborn
Die Liste der Stolpersteine in Eschborn enthält die Stolpersteine, die im Rahmen des gleichnamigen Kunst-Projekts von Gunter Demnig in Eschborn verlegt wurden. Mit ihnen soll an die Opfer des Nationalsozialismus erinnert werden, die in Eschborn lebten und wirkten.

## Liste der Stolpersteine
| Name             | Adresse                   | Bild | Inschrift | Verlegedatum | Biografie und Anmerkungen |
| ---------------- | ------------------------- | ---- | --- | ------------ | ------------------------- |
| Konrad Broßwitz  | Hauptstraße 390 ·         |      | Hier wohnte Konrad Brosswitz Jg. 1881 verhaftet 14.9.1944 Dachau ermordet 11.3.1945                                                                   | 16. Mai 2018 |                           |
| Karlheinz Epp    | Oberortstraße 5 ·         |      | Hier wohnte Karlheinz Epp Jg. 1930 eingewiesen Heilanstalt Hadamar ermordet 21.5.1943                                                                 | 16. Mai 2018 |                           |
| Hermann Kaufmann | Pfingstbrunnenstraße 12 · |      | Hier wohnte Hermann Kaufmann Jg. 1882 deportiert 1943 Auschwitz ermordet 30.10.1943                                                                   | 16. Mai 2018 |                           |
| Heinrich Schulz  | Unterortstraße 20 ·       |      | Hier wohnte Heinrich Schulz Jg. 1907 eingewiesen Dr. Wolff'sche Heilanstalt Katzenelnbogen 'verlegt' 17.9.1942 Heilanstalt Hadamar ermordet 28.1.1943 | 16. Mai 2018 |                           |